# Peter Mohr Dam
Peter Mohr Dam (1898 - 1968) va ser un polític socialdemòcrata feroès i un dels fundadors del Partit de la Igualtat el 1926. Va ser primer ministre de les Illes Fèroe en dues etapes diferents: de 1958 a 1963 i de 1967 a 1968.
Va néixer l'11 d'agost de 1898 a Skopun, a les Illes Fèroe i va exercir de mestre a Tvøroyri. Va ser també regidor de l'ajuntament de Tvøroyri des de l'any 1925, d'on en va ser alcalde el període 1934-1957.
Va ser membre del Løgting (parlament feroès) des de 1926 fins que va morir el 1968. El 1936 va substituir a Maurentius Viðstein com a president del Partit de la Igualtat i va ocupar aquest càrrec fins a la seva mort.
Va representar les Fèroe al Folketing (parlament danès) també en dues etapes diferents: de 1948 a 1957 i de 1964 a 1967. Dam va morir mentres ocupava el càrrec de primer ministre el 8 de novembre de 1968.
Era el pare del que va ser tres vegades primer ministre de les Fèroe Atli Pætursson Dam. Les seves netes, Helena Dam á Neystabø i Rigmor Dam, també es dediquen a la política i són membres actives del partit socialdemòcrata.